# Сімейка Бреді (фільм)
«Сімейка Бреді» (The Brady Bunch Movie) — американська кінокомедія 1995 року, яка пародіює телесеріал «The Brady Bunch» 1969—1974 років. Фільм знятий режисеркою Бетті Томас за сценарієм Лоріс Елевані, Ріка Коппа, Бонні й Террі Тернер, головні ролі виконали Шеллі Лонг, Ґері Коул і Майкл Маккін. В епізодичних ролях також з'являються музиканти Деві Джонс, Мікі Доленц, Пітера Торка, дреґ-королева Ру Пол та деякі актори оригінального телесеріалу.
Фільм (також із пов'язаними сиквелами) є альтернативним ретроактивним продовженням сюжетної лінії та історії про Бреді Банча, заснованого на пародійному мюзиклі «Live Brady Bunch» початку 1990-х років. Фільм має оригінальних персонажів ситкому з їхнім почуттям моди 1970-х років і сімейною мораллю в сучасне середовище 1990-х. З Майком Бреді, який працює успішним архітектором у Лос-Анджелесі, через несплату податку на нерухомість будинок його родини під загрозою повернення власності. Весь цей час він має справу зі своїм сусідом-шахраєм Ларрі Діттмаєром, саботуючи зусилля Бреді врятувати свій дім. На додаток до побічних сюжетів, заснованих на гуморі консервативного способу життя Бреді, попри більш ліберальне оточення, що призводить до зіткнення культур.
17 лютого 1995 року в США вийшов фільм «Сімейка Бреді», який зібрав 54 мільйони доларів. Продовження під назвою «A Very Brady Seque» випущено 23 серпня 1996 року, а телевізійний фільм під назвою «The Brady Bunch in the White House» вийшов в ефір 29 листопада 2002 року.

## Сиквел
У сиквелі родина Бреді знову опиняється в неприємностях, коли недобросовісний забудовник Ларрі Діттмаєр намагається викинути їх з будинку, щоб розширити свій бізнес. У цей час діти Бреді також натраплять на труднощі: Ян ревнує свою старшу сестру, Сінді постійно балакає, а Пітер намагається знайти своє місце у світі підлітків. І коли вони вирішують взяти участь у конкурсі «Пошук зірок», це стає не тільки їхнім шансом виграти 20 тис. доларів, але й можливістю об'єднатися в складні часи і вибороти перемогу над усіма перешкодами, що стоять на їхньому шляху.

## Акторський склад
- Ґері Коул — Майк Бреді
- Шеллі Лонг — Керол Бреді
- Крістофер Деніел Барнс — Грег Бреді
- Крістін Тейлор — Марша Бреді
- Пол Сутера — Пітер Бреді
- Дженніфер Еліз Кокс — Джен Бреді
- Джессі Лі Соффер — Боббі Бреді
- Олівія Гек — Сінді Бреді
- Генрієтт Мантел — Еліс Нельсон
- Девід Граф — Сем Франклін
- Майкл Маккін — Ларрі Діттмаєр
- Джин Смарт — Діна Діттмаєр
- Джек Ноузворті — Ерік Діттмаєр
- Морія Снайдер — Міссі Діттмаєр
- Р. Д. Робб — Чарлі Андерсон
- Меган Ворд — Донна Леонард
- Девід Лейзур — Джейсон
- Аланна Юбак — Норін
- Марісса Рібізі — Голлі
- Джеймс Ейвері — Стів Єгер
- Еліза Габріеллі — міс Лінлі
- РуПол — місис Каммінгз

### Камео
- Флоренс Гендерсон (оригінальна Керол) — бабуся родини, мати Керол
- Енн Б. Девіс (оригінальна Аліса) — далекобійник Шульц
- Баррі Вільямс (оригінальний Грег) — продюсер звукозапису
- Крістофер Найт (оригінальний Пітер) — тренер
- Деві Джонс
- Мікі Доленц
- Пітер Торк